# Sender Šmarna Gora
Der Sender Šmarna Gora ist eine Sendeanlage für Hörfunk auf dem Berg Šmarna Gora, nördlich der slowenischen Hauptstadt Ljubljana. Als Antennenträger kommt ein abgespannter Stahlrohrmast zum Einsatz.

## Frequenzen und Programme

### Analoger Hörfunk (UKW)
| Frequenz (MHz) | Programm   | RDS PS   | RDS PI | Regionalisierung | ERP (kW) | Antennendiagramm rund (ND)/gerichtet (D) | Polarisation horizontal (H)/vertikal (V) |
| -------------- | ---------- | -------- | ------ | ---------------- | -------- | ---------------------------------------- | ---------------------------------------- |
| 95,6           | Radio Hit  | __HIT___ | 941F   | −                | 0,5      | D                                        | V                                        |
| 103,3          | Rock Radio | __ROCK__ | 9316   | Ljubljana        | 0,5      | D                                        | V                                        |